# Kimiko Douglass-Ishizaka
Kimiko Douglass-Ishizaka (japonès: キミコ・ダグラス＝イシザカ)  (Bonn, 4 de desembre de 1976) és una pianista germano-japonesa, que també va practicar halterofília.

## Carrera musical
Va començar a tocar el piano a l'edat de quatre anys. Es va graduar per la Hochschule für Musik de Colònia.
Va formar part del Trio Ishizaka durant 16 anys amb els seus germans Kiyondo Danjulo i Ishizaka. El 1998 Ishizaka va guanyar amb els seus germans el concurs "Deutsche Musikwettbewerb" (Concurs de Música d'Alemanya).
Com a pianista solista ha donat concerts per Europa, Amèrica del Nord i Japó, havent actuat amb l'Orquestra Beethoven i la Klassische Philharmonie de Bonn, així com amb la Jackson Symphony Orchestra de Michigan.

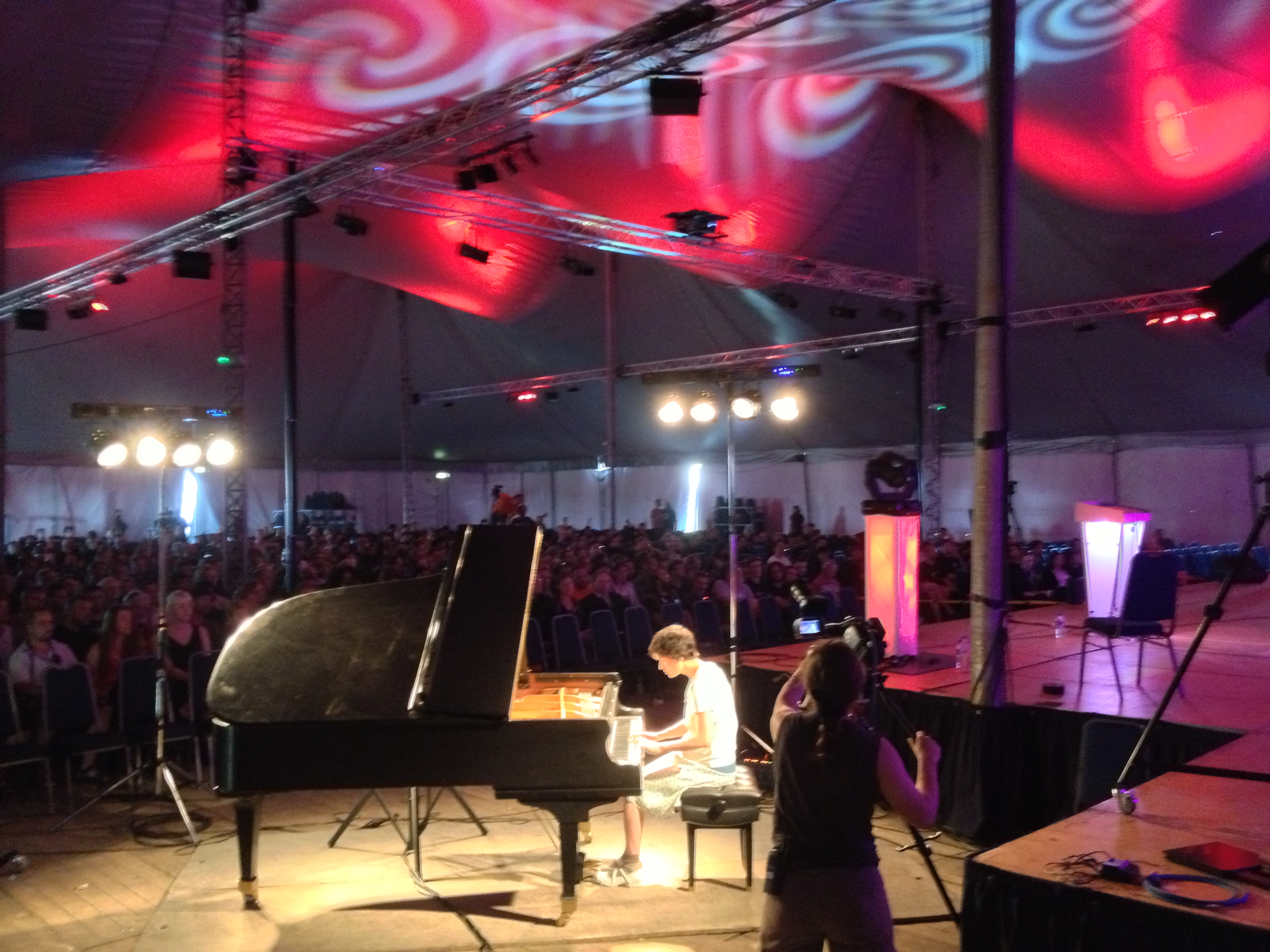
Kimiko Ishizaka tocant en el Festival O.H.M. a Holanda, 2013.

Es va casar amb l'informàtic Robert Douglass amb el qual va posar en marxa el projecte Open Goldberg Variations, finançat amb la plataforma de micromecenatge Kickstarter i patrocinat pel fabricant de pianos Bösendorfer. El projecte va permetre l'enregistrament de la seva interpretació de les Variacions Goldberg  de Bach. Tant la gravació como la nova edició de la partitura es van publicar al domini públic amb llicència Creative Commons el maig de 2012.
| « | «La interpretació d'Ishizaka es caracteritza per la seva musicalitat directa, un aplom tècnic immaculat i una soronitat modulada de forma càlida i bella. El contrapunt passa davant i enrere entre les mans de forma conversacional i equilibrada, mentre un impuls líric fort inspira els creuaments ràpids de mans als passatges de "bravura".» | » |

Al novembre de 2013 Douglass-Ishizaka i l'equip de l'Open Goldberg Project van promoure mitjançant micromecenatge l'enregistrament de "El clavecí ben temprat" de Bach. Aquest nou enregistrament també es va posar en domini públic mitjançant llicència Creative Commons al març de 2015.
Donald Rosenberg va escriure per a la revista Gramophone que «ella escala el seu Bach a les necessitats rítmiques, estructurals i sonores de la música, sense utilitzar el pedal tonal del piano».
Una crítica de James Oestreich, per al The New York Times, descriu Ishizaka com una «intèrpret bachiana dotada i òbviament dedicada» i compte que «va interpretar els 24 preludis i fugides del Llibre 1 de memòria i sense cap errada rellevant». L'abril de 2015, Ishizaka va promoure un altre projecte de micromecenatge per finançar l'enregistrament dels 24 preludis de Chopin en un piano Pleyel de 1842. Com en anteriors ocasions, els enregistraments van quedar disponibles sota llicència Creative Commons.
Ishizaka va debutar com a compositora el 19 de març de 2016, amb la seva interpretació de L'art de la fuga de Bach, amb la seva pròpia versió del final de la fuga final.

## Halterofília

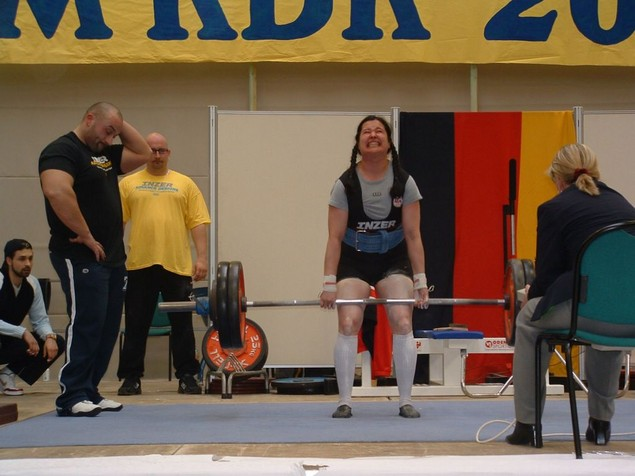
Kimiko aixecant en pes mort.

Ishizaka va quedar tercera l'any 2005 a la categoria de menys de 82 kg. als campionats d'Alemanya d'aixecament de potència, una modalitat d'halterofília. El 2006 va quedar segona en les modalitats de press de banca, esquat i pes mort.
Va guanyar tres medalles als campionats alemanys d'halterofília de 2008.
A la primavera de 2008 va quedar en cinquena posició en el Grand Prix femení ELEIKO celebrat a Niederöblarn, Àustria en la categoria de 63 kg.

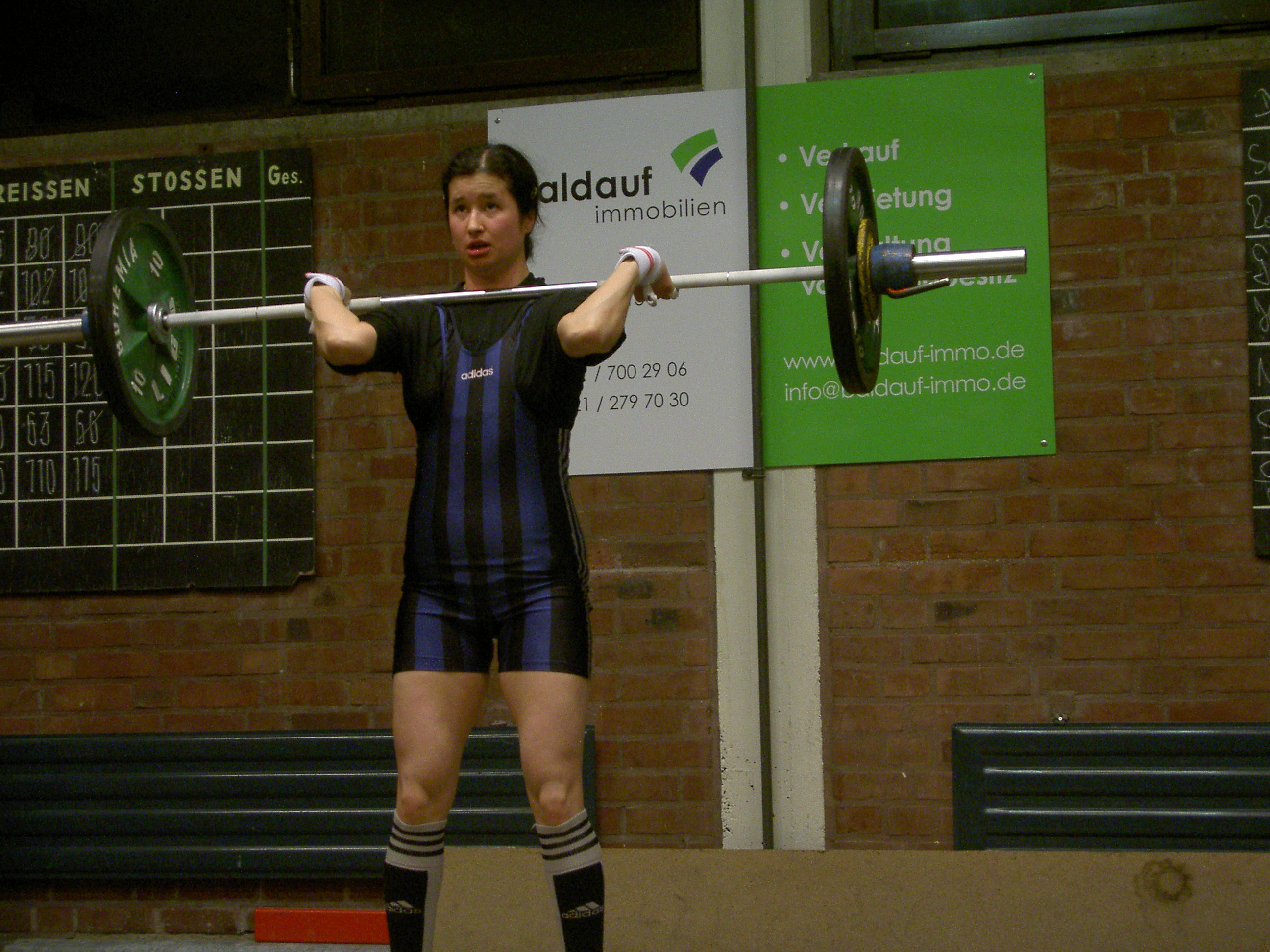
Kimiko Ishizaka aixecant en dos temps.